# Phraya Rachasethi Chin
Phraya Rachasethi Chin (tiếng Thái: พระยาราชาเศรษฐีจีน, ?-?), hay Khun Phiphit Wathi (ขุนพิพิธวาที), Luang Phiphit (หลวงพิพิธ), Phraya Phiphit (พระยาพิพิธ), tên cá nhân là Chiam (เจียม), là một cướp biển người Hoa, sau này là một tướng của vương triều Thonburi, Xiêm La (Thái Lan).
Có gốc Triều Châu từ tỉnh Quảng Đông, Trung Quốc, tên tiếng Trung là Trần Liên (陳聯) và Trần Thái (陳太).